# Brassaiopsis ficifolia
Brassaiopsis ficifolia là một loài thực vật có hoa trong Họ Cuồng cuồng. Loài này được Dunn mô tả khoa học đầu tiên năm 1900.